# Laurie Simpson
Laurie Tamara Simpson Rivera (San Juan, 26 de octubre de 1968) es una actriz, modelo y reina de belleza puertorriqueña de ascendencia irlandesa.

## Carrera
En 1986 fue finalista de Miss Puerto Rico, ganado por Elizabeth Robinson Latalladi. Al no celebrarse dicho concurso al año sigiuente, fue elegida para representar a su país en Miss Universo 1987, donde se ubicó como cuarta finalista. En Tokio ese mismo año ganó Miss Internacional, por delante de Muriel Jane Georges Rens de Bélgica y Rosa Isela Fuentes Chávez de México. En 1991 ganó el concurso Nuestra Belleza.
Empezó una carrera de cantante pop a mediados de la década de 1990 con EMI France. En su periodo en París, también trabajó como actriz en películas y series televisivas. En Colombia protagonizó la telenovela Julius (1997) con Omar Fierro.

## Vida personal
Posteriormente se trasladó con su familia a Suiza.